# Imposición de manos
La imposición de manos es una práctica religiosa que se encuentra en diversas partes del mundo asociada a múltiples credos.
En algunas iglesias cristianas, esta práctica se considera un arte o método de sanidad y de bendición, dado a los hombres, de parte de Dios, o por la fuente universal de energía, en el caso de otras religiones. Puede realizarse en forma de oración o de otras representaciones simbólicas, como los bautismos. También se hace en la ordenación sacerdotal, de ministros, de ancianos, de diáconos y otros creyentes, dependiendo de las directrices del religioso que dirige la ceremonia. Esta práctica, junto a otros sacramentos y ceremonias religiosas, forma parte de la vida devocional del individuo y de la congregación.

## La doctrina
Según la epístola a los hebreos, la imposición de manos es una enseñanza primaria, fundamento, junto con el bautismo, la resurrección y el juicio eterno.
Era y es usada en las iglesias para dar autoridad para alguna designación, para evangelizar y, según sus creencias, para comunicar un don o algún mensaje del Espíritu Santo, así como para la sanación de los enfermos, junto con el uso de aceites medicinales, o el aceite de la unción santa dado por Yavé para santificar.

## En distintas religiones

### En el judaísmo
Las primeras referencias bíblicas sobre la imposición de manos y sus raíces se pueden trazar en las creencias del judaísmo. En tiempos bíblicos, la práctica de la imposición de manos sobre otro individuo tenía mucho que ver con la transferencia de poder o autoridad de un patriarca sobre el siguiente en la línea de mando; es así el caso de Moisés y Josué (Números 27:18-21).
Aarón, por orden de Dios, puso sus manos sobre el macho cabrio (Levítico 16:21) en lo que sería la festividad del día del arrepentimiento. La idea era que, por medio de este acto, los pecados del pueblo fueran transferidos al macho cabrío y este a su vez regresara a donde provenían, al desierto o Azazel, dependiendo de la traducción y la interpretación.
Este acto sentaría las bases para el ritual sacerdotal del perdón de los pecados al pueblo, practicado por los judíos hasta la destrucción del templo, al igual que para la ordenación sacerdotal.
En los manuscritos del Mar Muerto, se atribuye a Abraham la imposición de manos en el momento de orar para sanar al faraón.

Oré por él e impuse mis manos sobre su cabeza; la plaga fue removida de él, fue expulsado de él el espíritu maligno y él vivió.
1Q20, col. XX

Del mismo modo, Jesucristo impuso sus manos para bendecir a los niños (Marcos 10:13-16) y, en varias ocasiones, para sanar algún enfermo.

### En el cristianismo

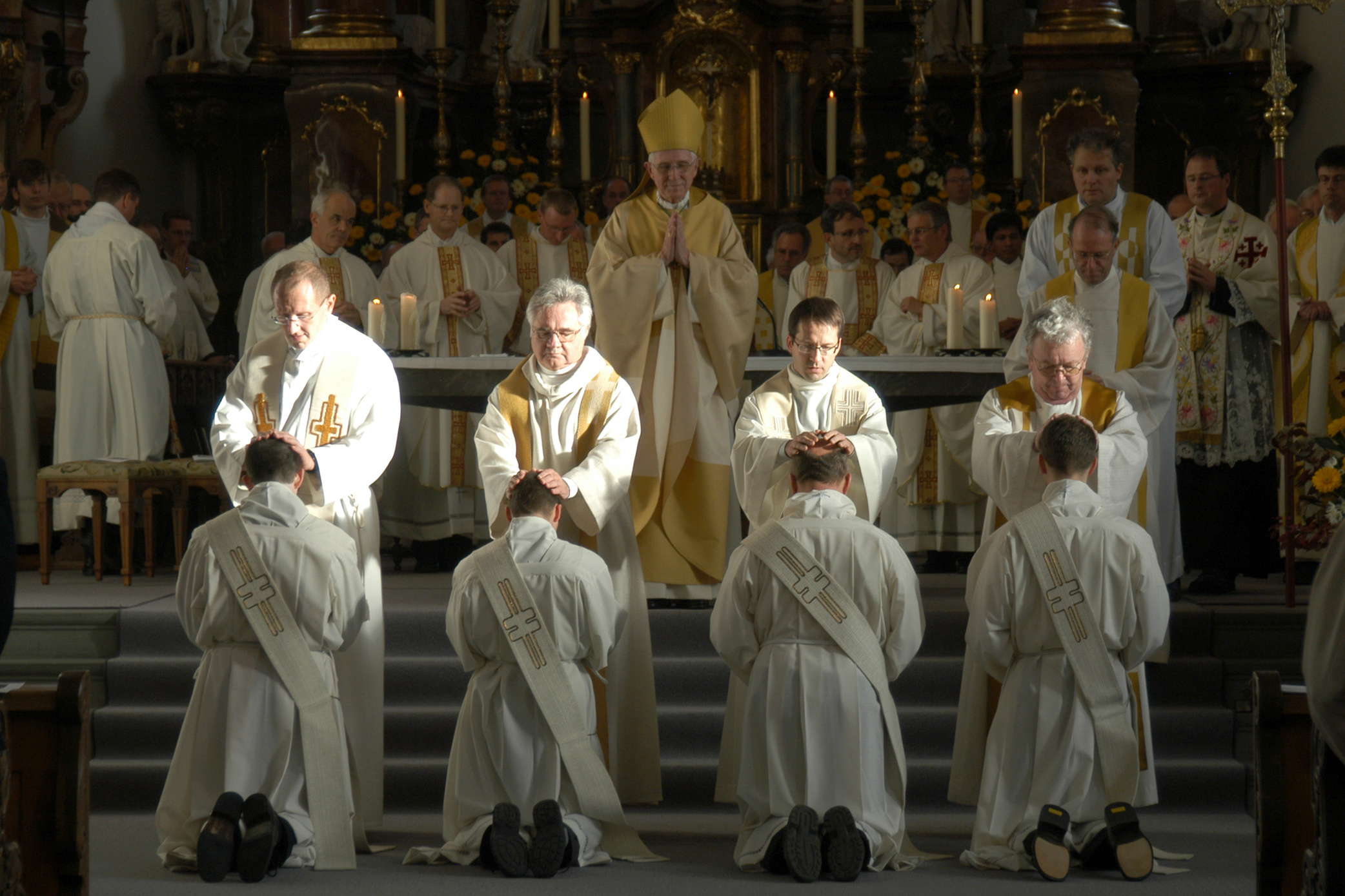
Imposición de manos en una ordenación sacerdotal

Jesús dijo a sus discípulos que quienes creyeran en su Buena Noticia impondrán las manos sobre los enfermos y estos sanarán (Marcos 16:15-18).
La práctica de la imposición de manos en los inicios de la iglesia cristiana es asociada al bautismo en el Espíritu Santo, como lo narra el libro de los Hechos de los Apóstoles (Hechos 8:14-20). En el cristianismo primitivo, los apóstoles imponían sus manos sobre algunos creyentes, que cumplían con unos requisitos básicos para llamarlos al servicio de la obra de Dios; estos creyentes eran puestos primero en oración, para que Dios diera el visto bueno (Hechos 6:3-4). El crecimiento masivo de la iglesia primitiva demandaba cada vez más tareas para los apóstoles, por lo que estos se vieron en la necesidad de convocar a la multitud de discípulos que ya habían entregado sus vidas a la fe en Jesucristo, para que buscaran entre ellos a los hombres que se necesitaban para el ministerio o servicio; luego de ponerlos en oración y de examinar sus «hojas de vida», por decirlo de alguna forma, eran puestos a consideración de los apóstoles: si a estos les parecía bien, y Dios les daba testimonio de ellos, oraban por ellos imponiéndoles las manos (Hechos 6:5-6).
El libro de los Hechos de los Apóstoles describe otras acciones y cosas por las que los cristianos primitivos también imponían sus manos; cabe aclarar que siempre que se imponían las manos se oraba o se declaraba alguna palabra, pero siempre en el nombre de Jesús o de Dios; si se mira detenidamente, estas prácticas ya existían desde el Antiguo Testamento. Estos son algunos ejemplos:
- Imposición de manos para bendecir
- Imposición de manos para consagrar ofrendas
- Imposición de manos para ordenación al servicio de Dios
- Imposición de manos para sanar
- Imposición de manos para ministrar el Espíritu Santo
- Imposición de manos para hacer cumplir la Ley

#### En el cristianismo evangélico

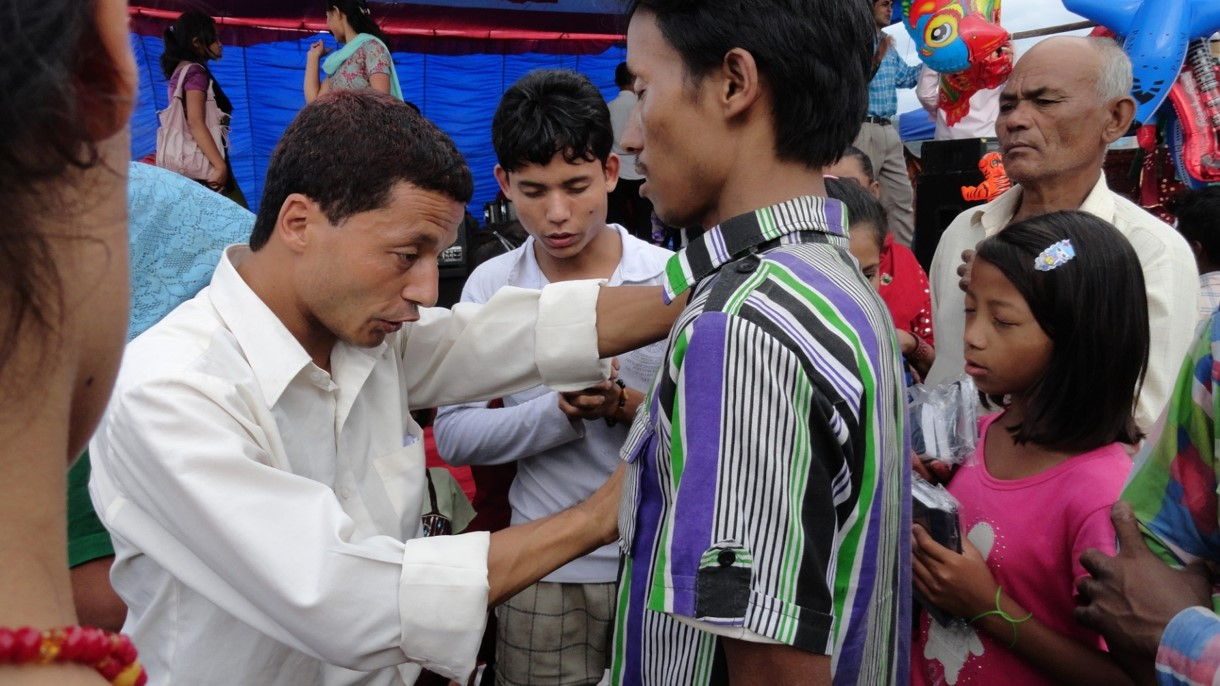
Imposición de manos para la sanación en Bhaktapur, en Nepal, en 2012.

En las iglesias bautistas, se lleva a cabo después del bautismo del creyente.
En algunas iglesias evangélicas, se reserva un lugar para la curación por la fe con imposición de manos durante el servicio o durante campañas de evangelización.